# فوزي عبد الغني
فوزي عبد الغني (بالإنجليزية: Faouzi Abdelghani)‏؛ مواليد 13 يوليو 1985 في قلعة السراغنة، المغرب، هو لاعب كرة قدم مغربي. يلعب كمهاجم.

## روابط خارجية
- فوزي عبد الغني على موقع الاتحاد الدولي (مؤرشف)  (الإنجليزية)
- فوزي عبد الغني على موقع قاعدة بيانات كرة القدم.إي يو (الإنجليزية)
- فوزي عبد الغني على موقع Soccerway.com (الإنجليزية)